# تپه مجد
تپه مجد مربوط به دوره ساسانیان - دوران‌های تاریخی پس از اسلام است و در شهرستان شوشتر، روستای زیدان واقع شده و این اثر در تاریخ ۲۲ آذر ۱۳۵۵ با شمارهٔ ثبت ۱۲۹۹ به‌عنوان یکی از آثار ملی ایران به ثبت رسیده است.